# General (religión)

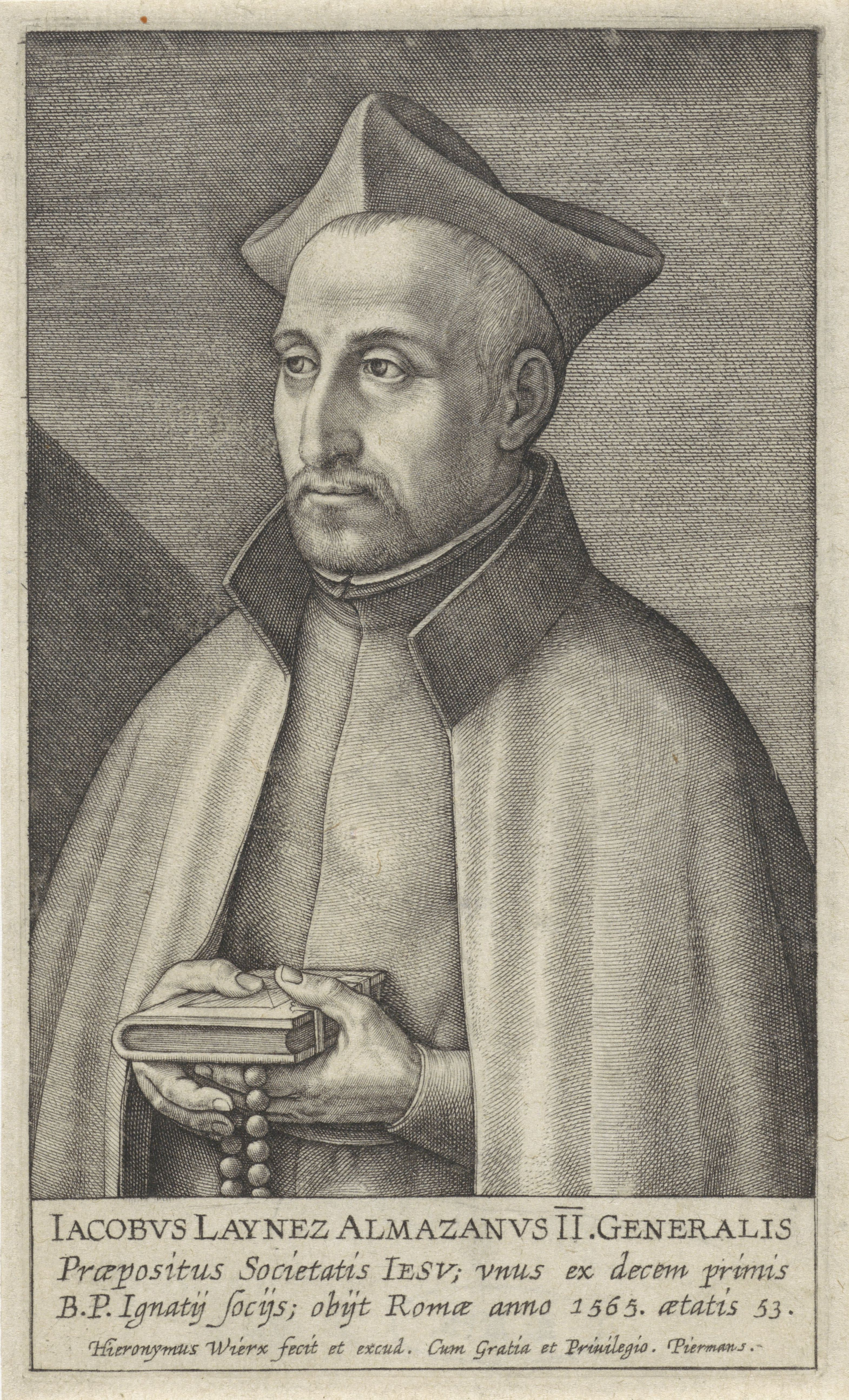
Diego Laínez, segundo general de la Compañía de Jesús

General de una orden religiosa es el superior más elevado en dignidad y poder de toda ella: Generalis dicitur, qui ómnibus suæ religionis præst. En otro tiempo no se conocía el nombre ni aun la clase de general en las órdenes religiosas y únicamente se usaba la palabra abad hasta la primera reforma del orden cluniacense, que redujo diferentes monasterios independientes a una sola congregación presidida por un superior general. En lo sucesivo, aunque la palabra abad ha continuado usándose en algunas órdenes, no por eso se ha dejado de dar en ellas el nombre de abad general al superior de toda la orden. Con respecto a las órdenes mendicantes y otras en que no se usa la palabra abad, los generales son, según dicen estos religiosos, los patriarcas de la jerarquía regular: los atribuyen derechos y honores que puede aplicarse a todos los superiores regulares. 

## Prerrogativas
Con respecto a sus prerrogativas y elecciones; que los generales preceden a los abades particulares en los concilios en que tienen voto decisivo; que preceden también a los vicarios de otros generales de órdenes más antiguas, que si estuviesen presentes tendrían la preferencia. Casi todos los generales son confirmados por su misma elección. Los estatutos de cada orden prescriben las cualidades que deben tener los generales para ser elegidos tales; otro tanto debemos decir de la forma de su elección. Se cree que los generales no están comprendidos en las disposiciones penales de los cánones, estatutos o constituciones, así como tos obispos, si no se hace especial mención de ellos y que no pueden ser perseguidos ni castigados aun por el mismo capítulo general, sin permiso del Papa que es su juez natural.

## Autoridad
La autoridad de los generales ha sido muy exagerada por los religiosos que de ella han escrito. He aquí en compendio los poderes que les atribuyen: desde luego distinguen en un general lo que se puede distinguir en cualquiera otro superior de regulares, a saber: 
- la potestad de dominio y la de jurisdicción, sin hablar de la potestad económica que tienen respecto a lo temporal y que corresponde más especialmente a los abades o superiores particulares de cada monasterio. La potestad de dominio proviene del voto de obediencia y la de jurisdicción se refiere al estado y gobierno de la orden en general y de los miembros que la componen en particular. Esta potestad que los cánones les dan como superiores de los religiosos es muy extensa por los privilegios que se les han concedido. Los generales no tienen lo que se llama plena potestad, plena potestas, porque esta únicamente corresponde al Papa; pero tienen, según dicen los autores citados, plenumjus, esto es, que si no pueden juzgar absolutamente, remota apellatione, tienen una especie de jurisdicción que se divide en directiva o directa, correctiva o coactiva, absolutiva y dispensativa.
- el poder o potestad económica respecto a lo temporal, hemos dicho ya que pertenece más particularmente a los abades o superiores de cada monasterio.
- la jurisdicción directiva es aquella que ejercen sobre los religiosos ya la que están sujetos en conciencia en fuerza de sus votos. En virtud de esta jurisdicción pueden los generales decretar disposiciones que obliguen a los religiosos en conciencia, con tal que no sean contra la regla o la hagan más austera. Por esta misma jurisdicción, pueden formar nuevas provincias, y establecer provinciales, si esto no les está prohibido por los estatutos de su orden; pueden trasladar los religiosos de una provincia a otra, pero con causa justa. No pueden enviarlos a las misiones peligrosas, como no haya religioso que habiéndose obligado a ello por sus votos no puedan rehusarlo. No pueden eximir a un religioso de la potestad de su superior inmediato, como prior o provincial; este poder está reservado al Papa.
- a los generales pertenece el derecho de distribuir los beneficios y empleos monásticos de su orden y deben hacer esto sin aceptación de personas ni deferencia a solicitación ninguna. Tienen también el derecho de interpretar los estatutos, constituciones, indultos, gracias y privilegios de la orden. Los generales y aun los provinciales pueden comunicar a los bienhechores de su orden el mérito de las indulgencias y oraciones de ella. Un general no puede trasladar a un provincial de una provincia a otra sin expreso permiso del Papa, a no ser que el provincial no fuese electivo, sino manual: puede designar entre los religiosos aprobados por el ordinario, los que han de abrir las cartas selladas de la sagrada penitenciaría. Los generales no pueden abandonar ningún monasterio ni consentir que otros se apoderen de él, sin especial permiso del Papa. Tampoco pueden mandar a los religiosos que acepten un obispado o cualquiera otra dignidad. Si los provinciales son manuales, y como tales, nombrados por el general, debe elegirlos de entre los de la misma provincia: y si no observa esta regla y envía un extranjero , cuando esto no es por falta de sujetos capaces y dignos en la provincia, tiene esta un justo motivo de apelación y de queja. El general no puede admitir un novicio y ponerle en un convento de que ha sido desechado por acuerdo de la comunidad del mismo.
- la potestad coercitiva de los generales es consecuencia necesaria de la precedente porque es imposible obtener ventaja alguna de las reglas más sabias, si no se puede obligar a aquellos que a ellas están sujetos, con un castigo; y con arreglo a este principio, los superiores de los religiosos ejercen sobre sus súbditos una autoridad que produce inmediatamente el voto de obediencia y después el derecho de jurisdicción eclesiástica. Con relación a los votos, un superior regular deberá ejercer siempre su autoridad con mucha dulzura, modo pateinitalis. Respecto a la jurisdicción eclesiástica, la potestad coercitiva de los generales puede ejercerse en casos graves. Por derecho común, los generales tienen respecto a esto el mismo poder que los obispos a no ser que su regla lo disponga de otro modo. Pueden los generales prohibir el confesar a sus súbditos, aunque estén aprobados por el ordinario; deben también visitar por sí mismos o por medio de delegados, las provincias y casas de la orden y en el curso de su visita, disponer, ordenar y castigar según la necesidad y exigencia de los diferentes casos. Un general no puede quitar a un religioso a su arbitrio y sin causa justa el cargo con que está revestido ya sea electivo o manual y únicamente puede, por el bien común, limitar el ejercicio de su autoridad. También puede, por justos motivos, llamar así el conocimiento de cualquier negocio que ventilen los prelados inferiores si es que la regla no se opone a ello. Deben enterarse los generales del estado y necesidades de los conventos, así como de la observancia de la regla; deben evitar los partidos, discordias y bandos; y por último todos los malos efectos de la ambición que se dejan sentir algunas veces con gran escándalo de los fieles. Si bien les es permitido disimular ciertas fallas para evitar mayores males, no deben jamás dejar impunes a los autores de estas que son las más contrarias al estado religioso y a la paz.
- la potestad dispensativa de los generales consiste en poder dispensar a los religiosos de su orden en todos los casos y por las mismas razones que el obispo puede hacerlo a los seculares según el Concilio de Trento, a no ser que los estatutos de la orden restringiesen esta máxima. Lo mismo debe entenderse con respecto a la potestad de absolver de las censuras y casos reservados.
- por último, los generales, en cada orden, tienen más o menos derechos y potestad, según las constituciones y la misma regla.